# Ighișu Nou, Sibiu
Ighișu Nou, mai demult Ibișdorful Săsesc, Ibișdorf, Ighișdorful Săsesc (în dialectul săsesc Eibesterf, în germană Sächsisch-Eibesdorf, Eibesdorf, Abesdorf, în maghiară Szászivánfalva, Ivánfalva, Izséptelke) este un sat ce aparține municipiului Mediaș din județul Sibiu, Transilvania, România.
Ighișu Nou a fost amintit pentru prima oară într-un document din 1305 al Capitulului  de Alba Iulia, în care comitele Gregor, fiul lui Apa, și un alt Gregor, fiu al lui Nicolae, își împart câteva pământuri și sate. După decesul fără urmași al comitelui Gregor, în anul 1325, satul devine o așezare liberă a sașilor. 

## Biserica
Biserica evanghelică este așezată în interiorul unei incinte. După 1970, nava bisericii a fost reamenajată prin adăugarea unui tavan cu stucaturi;  corul  păstrează vechea  boltă cu penetrații, care se sprijină pe colonete bogat decorate. Pe peretele nordic se află un tabernacul decorat cu motive vegetale.

## Fortificația
Bastionul rotund din colțul de sud-est al incintei, construită în 1515 și supraînălțată în secolul al XVII-lea, domină panta domoală a colinei. Meterezele ultimului său etaj sunt mascate de frontoane ornamentale, compuse din cărămizi zidite oblic, la fel ca în cazul Turnului Olarilor din Sibiu.

## Galerie

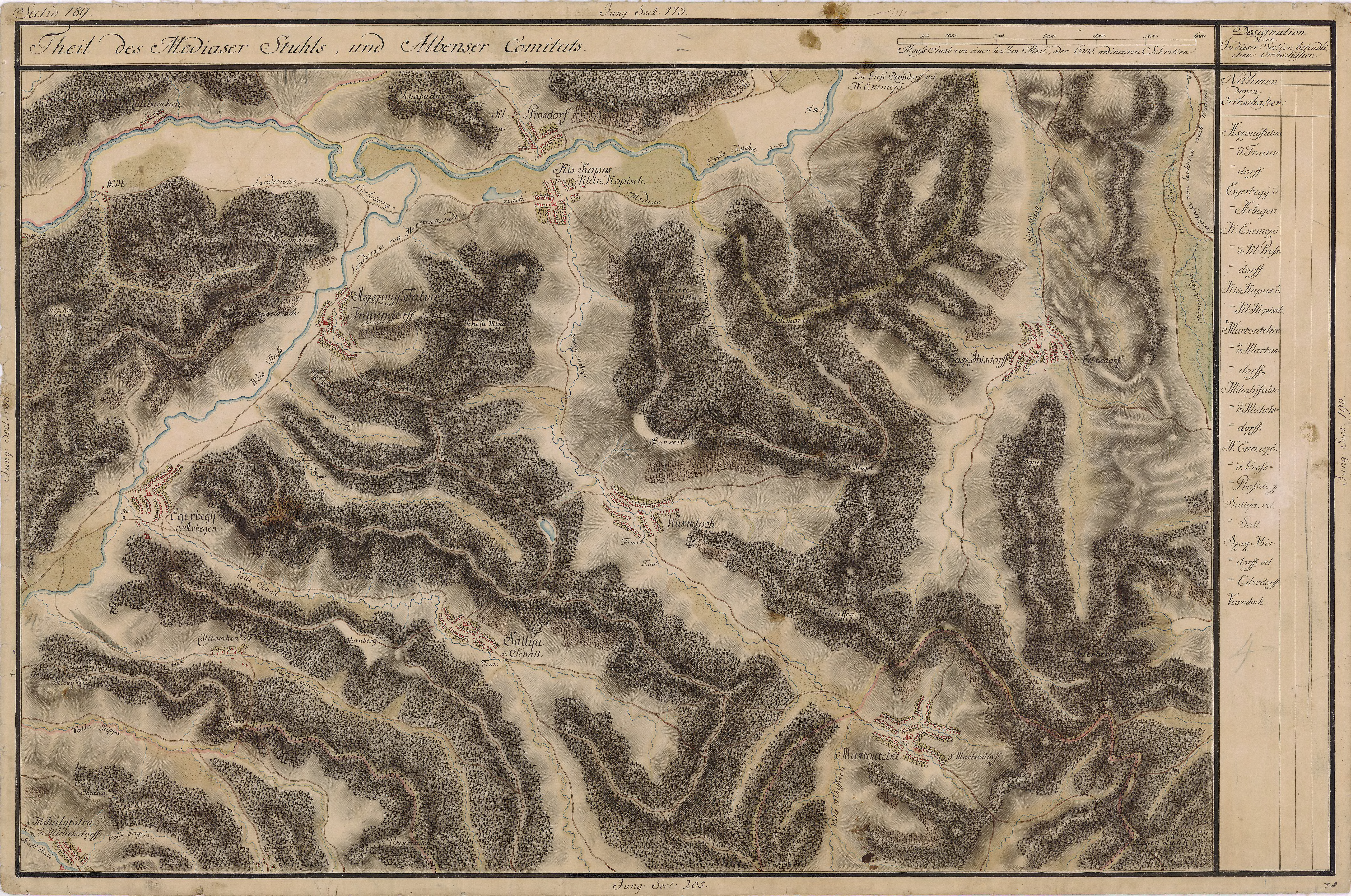
Ighişu Nou în Harta Iosefină a Transilvaniei, 1769-1773
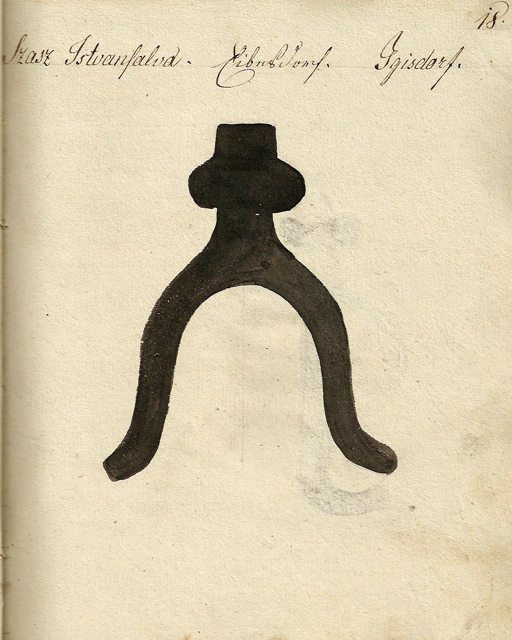
1826 - Danga pentru vitele din Ighişu Nou
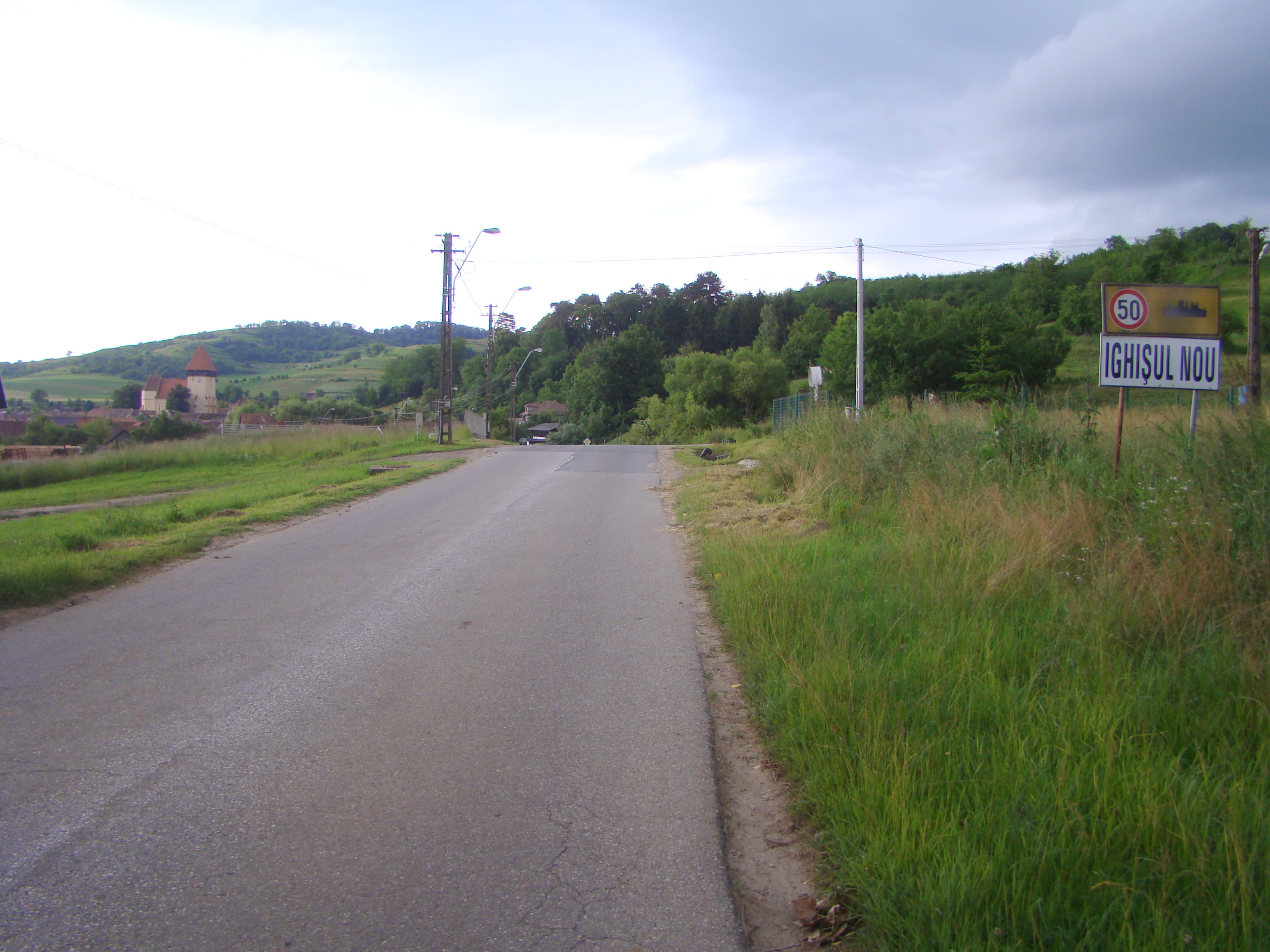
Intrarea în localitate
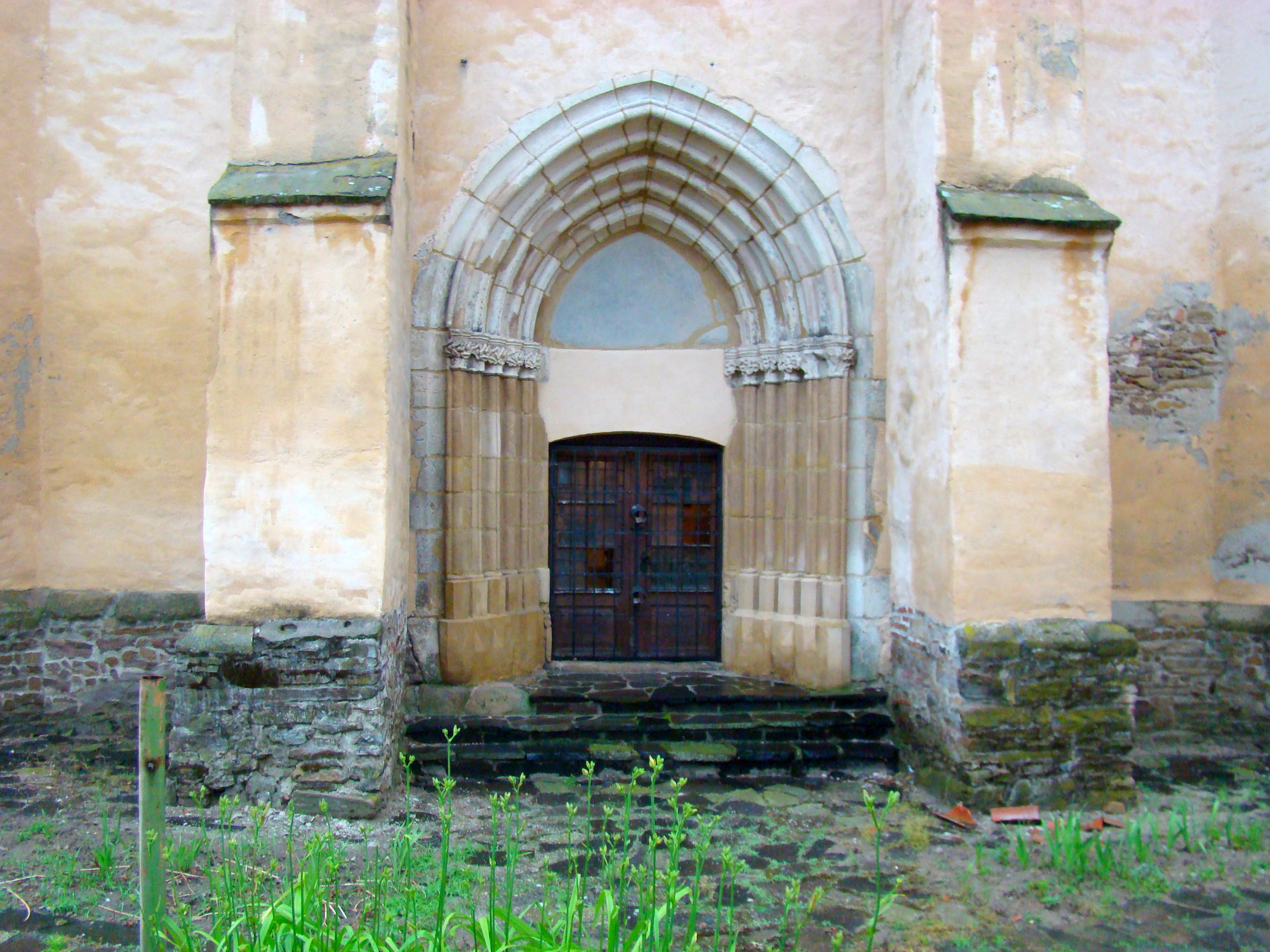
Portalul gotic în arc frânt al bisericii fortificate luterane săseşti
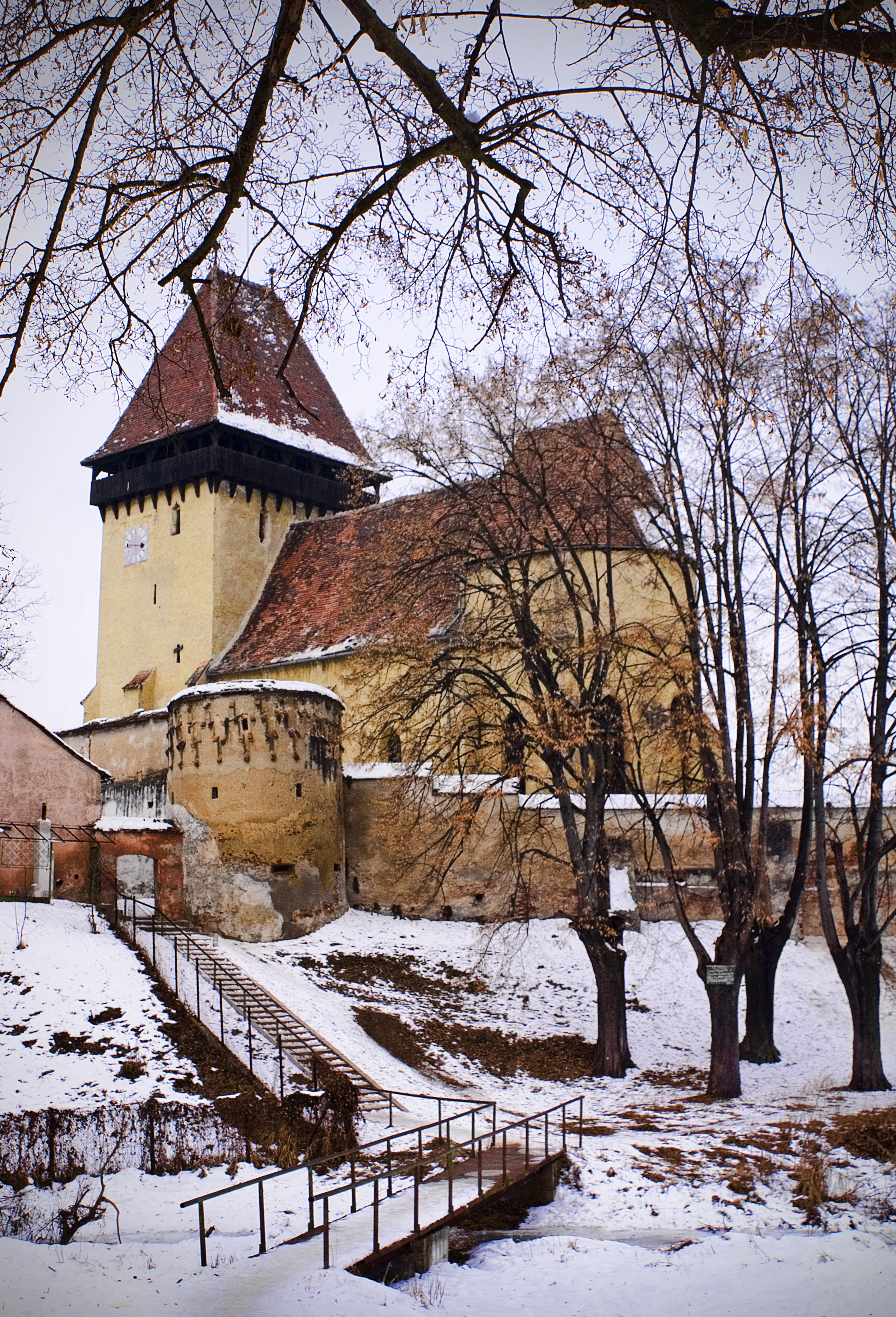
Biserica fortificată luterană săsească iarna
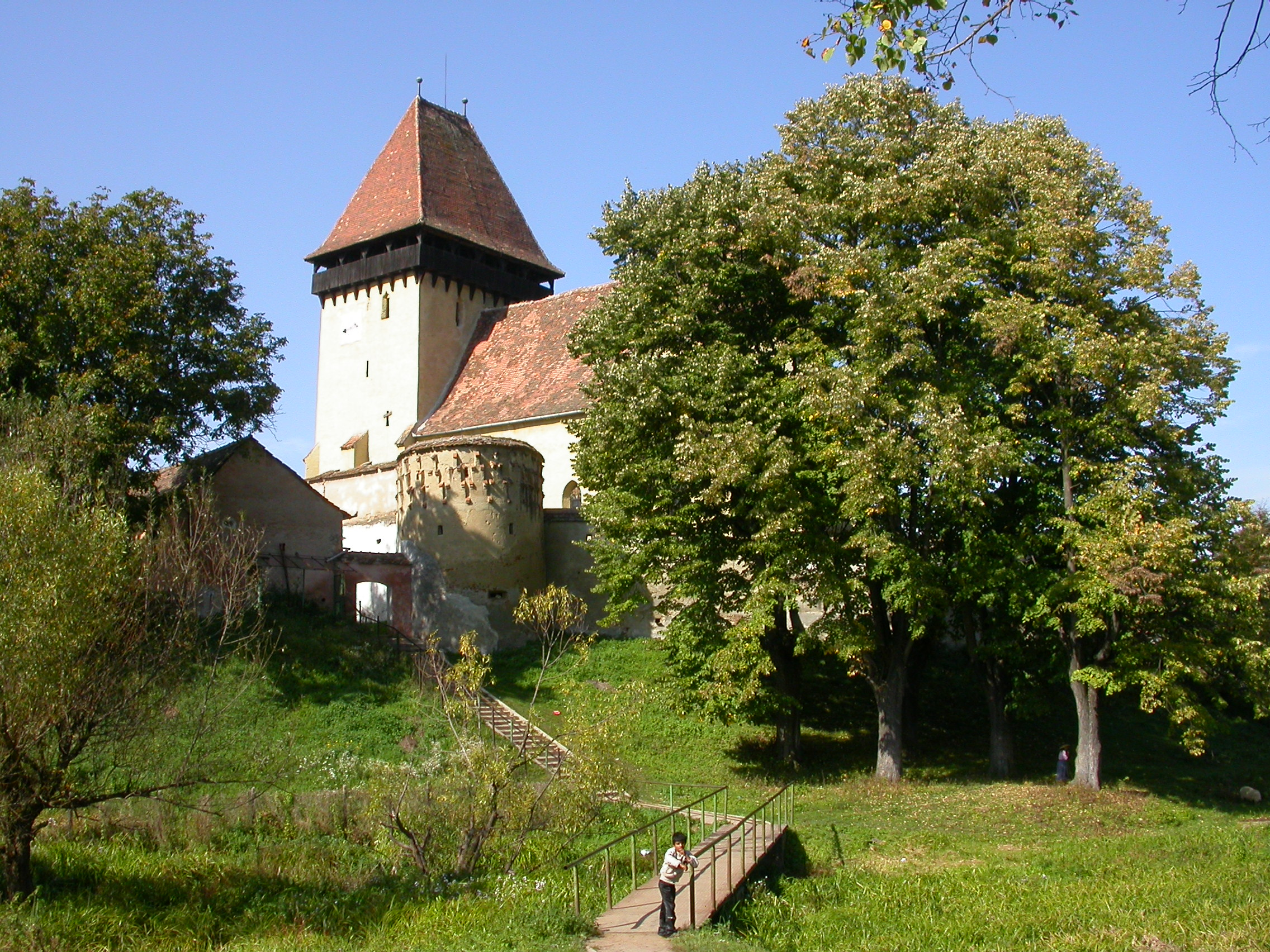
Biserica fortificată luterană săsească
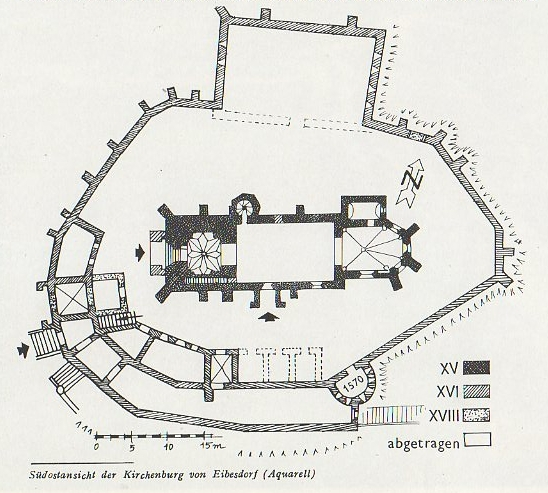
Planul bisericii fortificate din localitate după Juliana Fabrițius Dancu - Sächsische Kirchenburgen in Siebenbürgen, Zeitschrift Transilvania, Sibiu, 1983
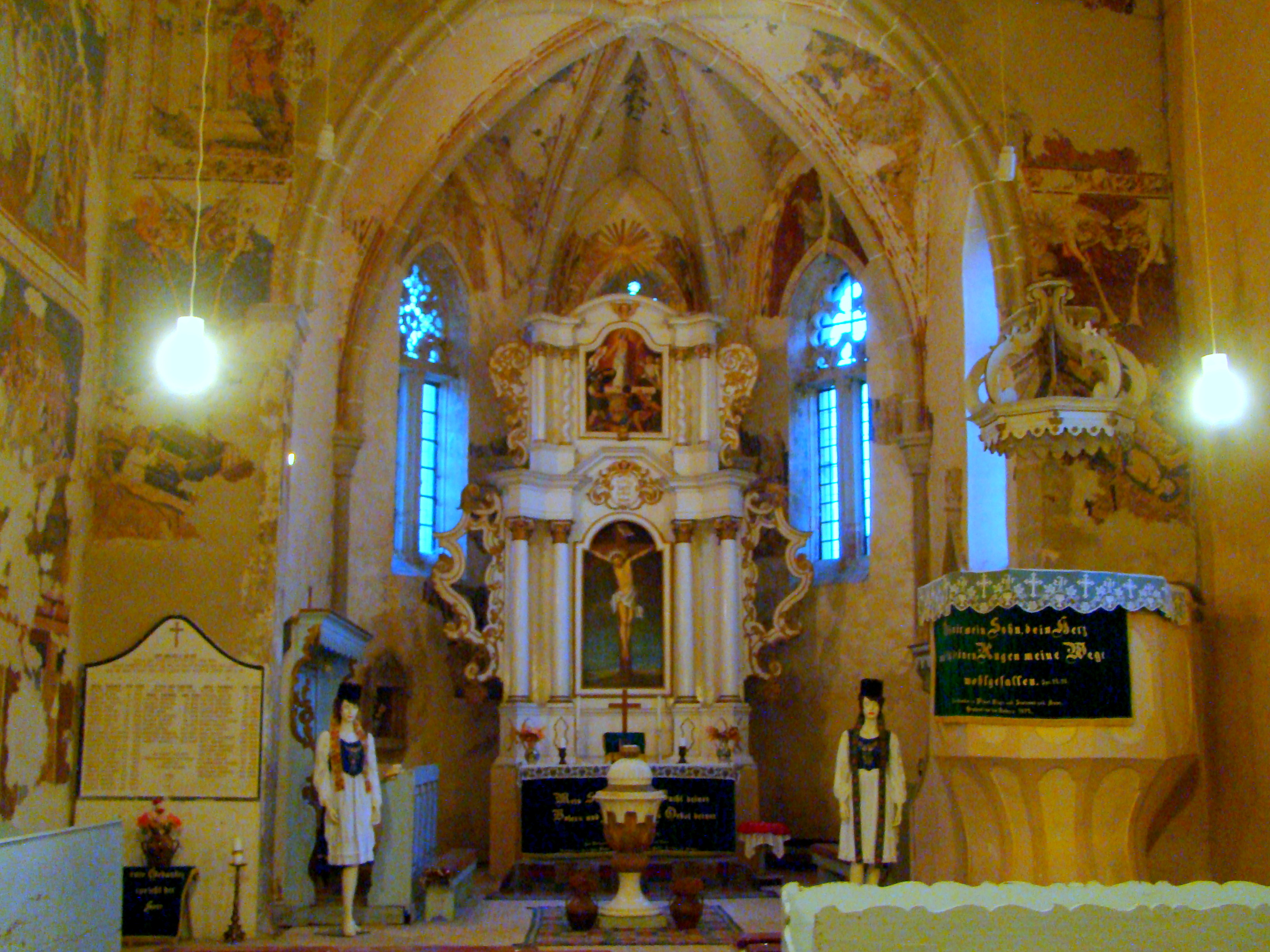
Nava spre altar
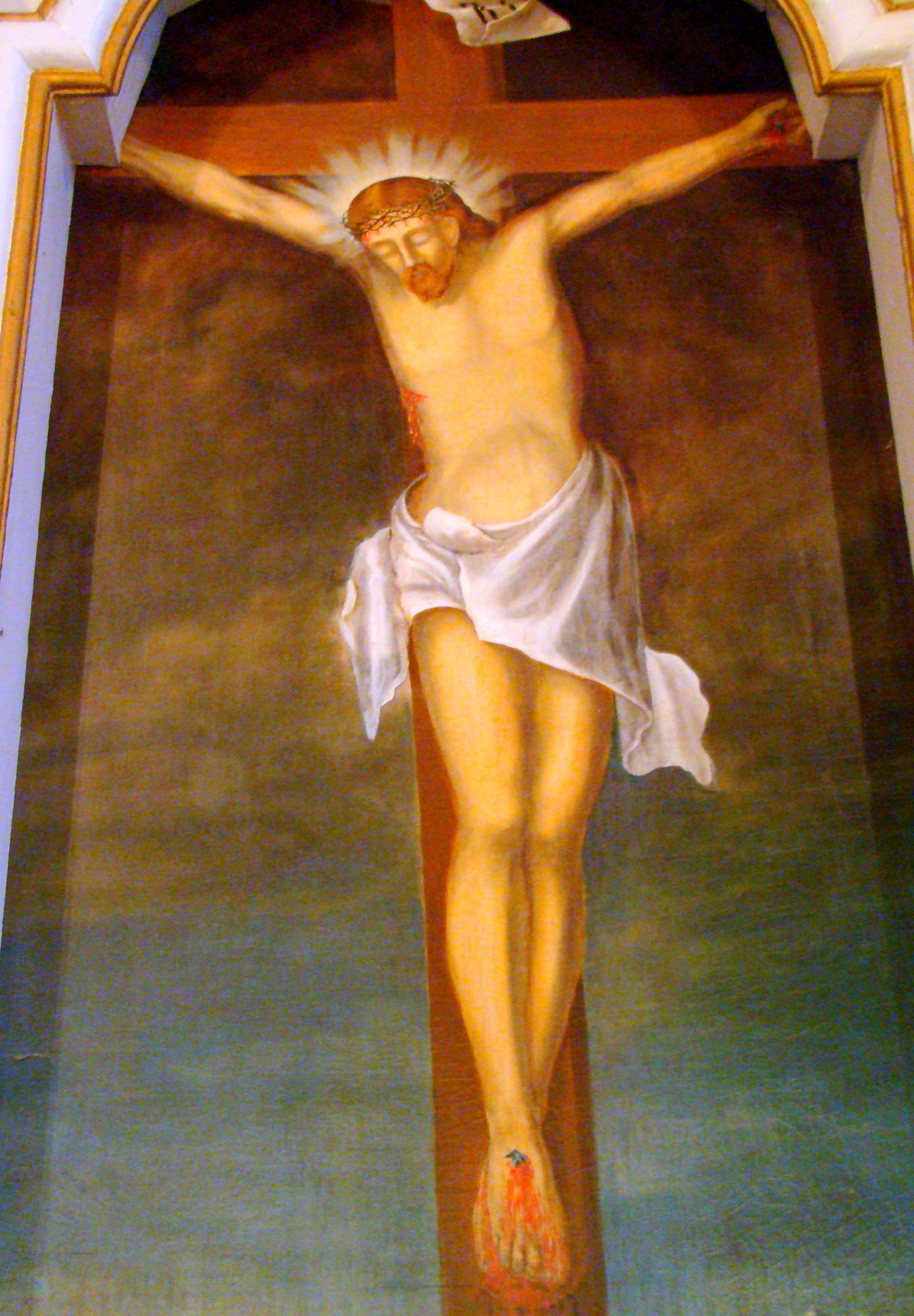
Tabloul altarului
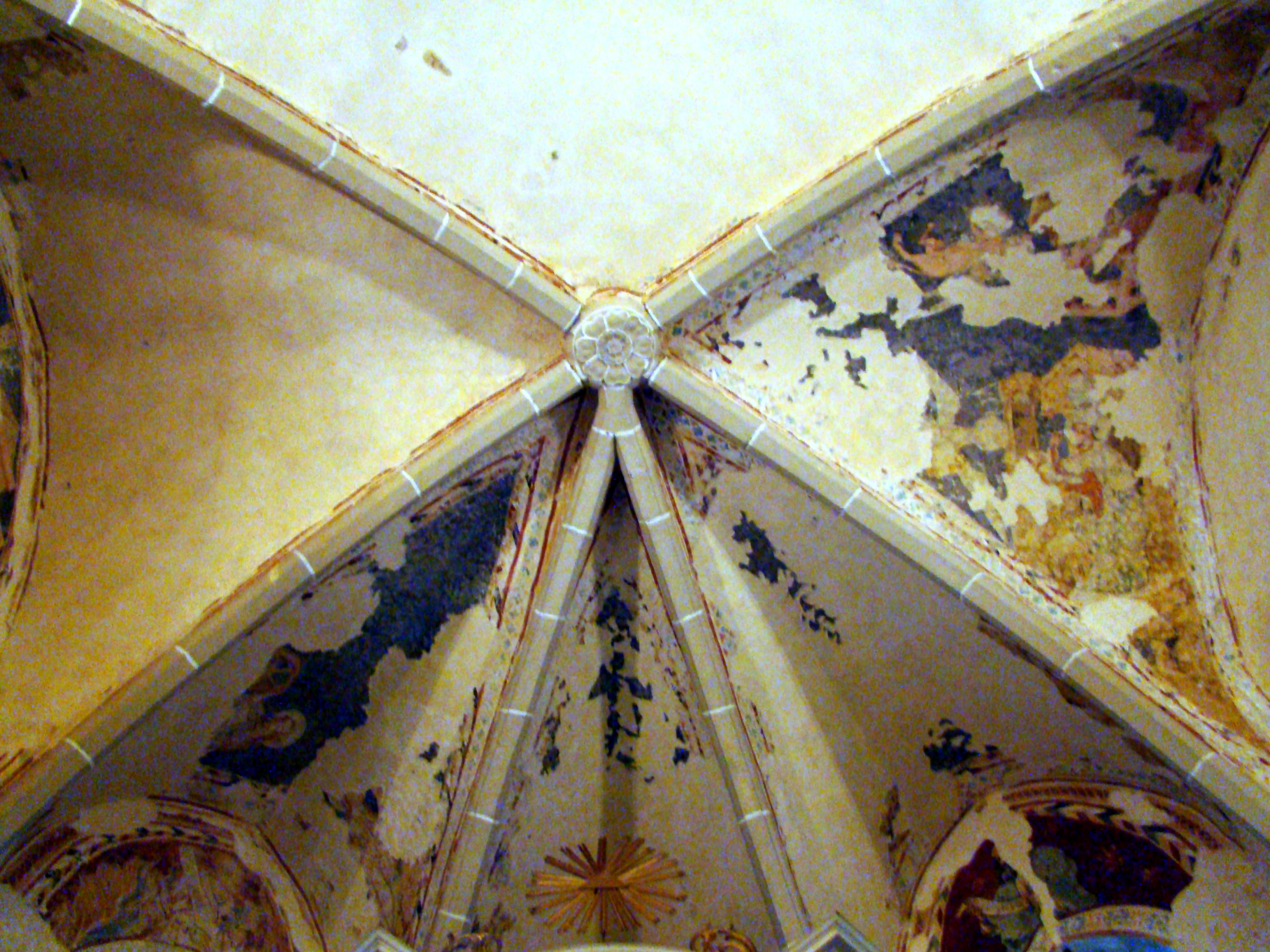
Cheie de boltă